# 欧阳斌 (1954年)
欧阳斌（1954年12月—），湖南耒阳人，男，汉族，中华人民共和国政治人物。1973年5月参加工作，1977年11月加入中国共产党。邵阳师范高等专科学校（现并入邵阳学院）中文系毕业，湖南师范大学历史系中国近现代史专业在职研究生历史学博士。

## 生平
早年曾任湖南省洞口县知青、邵阳纺织厂工人。1980年邵阳师范高等专科学校中文系毕业毕业后，历任湖南省邵阳地区教师进修学院教师，湖南日报社驻邵阳记者组记者，中共湖南省委办公厅秘书，中共湖南省委办公厅副处级秘书，中共长沙县委副书记，中共湖南省委办公厅综合处副处长，中共湖南省委办公厅综合调研室正处级研究员，中共湖南省委办公厅副厅级督办员、督办室主任，邵阳市副市长，邵阳市常务副市长，湖南省人民政府农村工作办公室副主任，省政府副秘书长，湖南省农业厅党组书记等职。2000年4月，任中共怀化市委书记。2006年3月，任湖南省交通厅厅长、党组书记。2008年1月，当选湖南省政协秘书长，同年5月起兼任省政协办公厅主任。2013年1月，当选湖南省政协副主席。2014年2月，卸任湖南省政协秘书长职务。2016年4月，当选湖南省文联主席。